# John Rechy
John Rechy (El Paso, 10 marzo 1934) è uno scrittore e drammaturgo statunitense.

## Biografia
Di origini scozzesi e messicane, dopo anni di vita nomade attraverso gli Stati Uniti d'America si è stabilito a Los Angeles, dove attualmente vive e lavora.
Cominciò la sua carriera letteraria nel 1963 con Città di notte (City of Night), nel quale raccontava la sua esperienza di prostituto, best seller internazionale ancor oggi adottato da numerosi corsi di letteratura contemporanea americana: tale romanzo venne definito da Fernanda Pivano come:
Tra le altre opere di John Rechy hanno una particolare importanza Numbers, This Day's Death, The Vampires, The Fourth Angel, The Sexual Outlaw, Rushes, Bodies and Souls, Marilyn's Daughter, The Miraculous Day of Amalia Gomez, The Coming of the Night, The Life and Adventures of Lyle Clemens fino all'ultimo Essays: Beneath the Skin.
John Rechy si è occupato anche di teatro, scrivendo numerose pieces, tra le quali ebbe molto successo Tigers Wild. A questa attività ha affiancato anche quella di professore di letteratura e recitazione alla University of Southern California.
Molto noto per il suo impegno in favore della causa gay, egli ha ricevuto due premi alla carriera: il PEN-USA-West nel 1997 e il William Whitehead Award di The Publishing Triangle nel 1999.

## Opere
Rechy è autore dei seguenti romanzi e di altri scritti:
- City of Night (Grove Press, 1963) - Città di notte (Marco Tropea Editore, 1996)
- Numbers (Grove Press, 1967) - Numeri (Marco Tropea Editore, 1997)
- This Day's Death (Grove Press, 1969)
- The Vampires (Grove Press, 1971)
- The Fourth Angel (Viking, 1972)
- The Sexual Outlaw (Grove Press, 1977) (saggistica)
- Rushes (Grove Press, 1979)
- Bodies and Souls (Carroll & Graf, 1983) - Corpi e anime (Corbaccio, 1994)
- Marilyn's Daughter (Carroll & Graf, 1988)
- The Miraculous Day of Amalia Gomez (Arcade, 1991)
- Our Lady of Babylon (Arcade, 1996)
- The Coming of the Night (Grove Press, 1999)
- The Life and Adventures of Lyle Clemens (Grove Press, 2003)
- Beneath the Skin (Carroll & Graf, 2004)
- About My Life and the Kept Woman (Grove Press, 2008) (libro di memorie)